# タイムマシン (1640mPの曲)
「タイムマシン」は、日本のボカロPユニット・1640mP（164 × 40mP）制作のVOCALOID楽曲。コンピレーション・アルバム『EXIT TUNES PRESENTS Vocaloanthems feat.初音ミク』の新規書き下ろしとして、2010年9月13日に発表され、ボーカルシンセサイザー・初音ミクが歌唱する。

## 概要
同曲はスマホアプリ『プロジェクトセカイ カラフルステージ! feat. 初音ミク』に収録され、YouTube上ではLeo/needの星乃一歌（声: 野口瑠璃子）と天馬咲希（声: 礒部花凜）と初音ミク（声: 藤田咲）が歌うセカイver.のフルサイズが公開されている。

## 評価
2025年4月現在、Youtubeに投稿された動画は550万以上の再生数を記録している。また、ニコニコ動画に投稿された動画は同月現在で280万以上の再生数を記録している。

## 収録アルバム
| 発売日        | タイトル                                        | レーベル                       |
| ------------- | ----------------------------------------------- | ------------------------------ |
| 2010年9月15日 | EXIT TUNES PRESENTS Vocaloanthems feat.初音ミク | EXIT TUNES                     |
| 2011年1月16日 | コタエアワセ                                    |                                |
| 2011年6月22日 | VOCALOID BEST from ニコニコ動画 (あか)          | ソニー・ミュージックダイレクト |
| 2011年7月20日 | 小さな自分と大きな世界                          | EXIT TUNES                     |
| 2014年7月16日 | THIS IS VOCAROCK                                | EXIT TUNES                     |
| 2017年3月15日 | EXIT TUNES PRESENTS Vocalohistory feat.初音ミク | EXIT TUNES                     |